# Медицинска лопта
Медицинска лопта или лопта за вјежбање је тешка лопта која се користи приликом вјежби за рехабилитацију и на тренинзима за добијање снаге. Користе се и приликом плиометријских тренинга са теговима како би појачале снагу спортиста. Изгледом највише подсјећају на кошаркашке лопте. Пречник лопте најчешће одговара пречника рамена просјечне особе, а маса варира од мање од једног до преко десет килограма.

## Конструкција
Медицинске лопте се најчешће праве од коже или винила прекривених најлонском тканином и пуни се материјалима са апсорпцију удара који им дају тежину. Лопте код којих се користи винил се обично пуне пијеском и не користе се приликом вјежби код којих је потребно да лопта одскаче од подлоге.
Неке медицинске лопте имају унутрашњу полусферу направљену од материјала велике густине и различите дебљине који су спојени заједно са спољашњим оклопом. Код других лопти је танка гумена ваздушна комора прекривена дебелим гуменим спољашњим омотачом. Код оваквих лопти је могуће надувавање које омогућује да лопта боље одскаче. Спољашњи гумени омотач се користи због лакшег руковања лоптом, али се и брзо троши ако се лопта користи на грубим површинама.
Друге врсте медицинских лопти укључују лопте са оклопом од поливинил хлорида напуњене гелом, лопте направљене од чврстог полиуретана и неопренске кутије напуњене пијеском или оловом.
Врста материјала који се користи зависи од тога колика густина лопте се жели постићи: да ли се тражи мала лопта велике или мале масе, или велика лопта велике или мале масе.

## Додаци на лоптама
Неким прозвођачи на лопте додају дршке. Једна или двије дршке могу бити позициониране тако да омогућавају сабијање лопте. Ручке такође могу да служе као каиш за држање рука приликом извођења неких вјежби. Ручке могу бити и као додаци који се могу скидати и опет зашарафити. Ручке омогућују кориснику да дохвати лопту и замахне њоме када је далеко од њега. Омућавају и боље приањање јер руке не клизају с њих, као и да се ставе на стопало приликом вјежбања ногу.
Други додатак је конопац који пролази кроз средину лопте. Лопта у том случају може бити шупља или обликована тако да је конопац саставни дио лопте. Овај додатак се користи тако што корисник ухвати за конопац замахује лоптом изнад главе. Оваква лопта се може направити од обичне медицинске лопте њеним стављањем у мрежу и везивањем конопца.